# L'ora di punta
L'ora di punta és una pel·lícula dramàtica de ficció criminal italiana del 2007 escrita i dirigida per Vincenzo Marra. Va entrar a la competició a la 64a Mostra Internacional de Cinema de Venècia.

## Argument
Filippo Costa és un agent de la Guardia di Finanza. Inicialment semblava que volia fer carrera a l'interior del cos, però quan es va tractar d'un cas de corrupció va començar a ocupar-se d'assumptes financers.

## Repartiment
- Fanny Ardant: Caterina
- Michele Lastella:Filippo Costa
- Giulia Bevilacqua: Francesca
- Augusto Zucchi: comandante Salvi
- Antonio Gerardi: Donati
- Giacomo Piperno: Rizzi

## Premis
Va participar en la secció oficial de la XXIX edició de la Mostra de València, en la que va guanyar la Palmera de bronze a la millor pel·lícula.